# Gangubai Hangal
Gangubai Hangal (Dharwad, 5 marzo 1913 – Hubli, 21 luglio 2009) è stata una cantante indiana definita come una delle migliori esponenti del genere "khayal" della musica classica indostana del Karnataka, nota per la sua voce profonda e potente.
Hangal apparteneva al Kirana gharana.

## Biografia

### Primi anni
Nata nel 1913 a Dharwad da Chikkurao Nadiger, un agricoltore bramino e da Ambabai, una cantante di musica carnatica, il suo nome alla nascita era Gandhari Hangal. Ambabai, come sua madre Kamlabai, provenivano dalla comunità di barcaioli della casta degli shudra. Gandhari imparò a cantare da sua madre e frequentò la scuola solo fino alla quinta classe poi la sua famiglia si trasferì a Hubli nel 1928 in modo che la ragazza potesse studiare musica indostana. 
Iniziò l'apprendistato formalmente all'età di 13 anni con Krishnacharya Hulgur, un suonatore di kinnari (strumento a corda simile alla vina), studiando sessanta composizioni della musica classica indostana. Prese lezioni anche da Dattopant Desai e successivamente da Sawai Gandharva, un rispettato guru decano del Kirana Gharana. Per frequentare le lezioni di Sawai Gandharva, Hangal viaggiava ogni giorno il treno, spesso schermita dagli alti viaggiatori. Per i membri della casta di basso status sociale, alla quale apparteneva la famiglia della madre di Hangal, e per le donne della sua generazione, il canto era considerato un impiego inappropriato e le donne cantanti erano considerate inadatte al matrimonio e destinate a diventare amanti o concubine di uomini di casta superiore.

### Carriera
Hangal dovette lottare contro i pregiudizi legati alla sua casta ma alla fine prevalse e fece carriera, tanto da essere considerata perfino più talentuosa dei cantanti maschi della sua generazione.
Ancora adolescente, la sua voce fu registrata da HMV. Fu in quella occasione che le venne consigliato di adottare un nome d'arte. Dopo una serie di incertezze scelse di farsi conoscere come Gangubai Hangal. Il suo debutto come cantante avvenne nel 1933 a Bombay. Venne notata dall'artista Jaddanbai, madre dell'attrice Nargis Dutt, che la aiutò a farsi conoscere dai maggiori artisti musicali.
Si esibì in tutta l'India e per le stazioni radiofoniche All India Radio a partire dal 1936 fino al 1945. Inizialmente eseguiva canti dei generi classici leggeri quali bhajan e thumri, per poi concentrarsi sul khyal. Successivamente, infine, lasciò la musica classica leggera, per cantare esclusivamente raga. Dalla fine degli anni 1970 e negli anni 1980 fece conoscere il patrimonio culturale indiano attraverso le sue esibizioni in Francia, Germania, Stati Uniti e Canada e la pubblicazione in una compilation di due CD intitolata The Ultimate Classical Queens.
Gangubai Hangal promosse la musica classica indiana tra le giovani generazioni esibendosi in oltre 200 concerti in scuole e università e fu nominata professoressa onoraria di musica all'Università del Karnataka.
Tenne il suo ultimo concerto nel marzo 2006 a Belgaum per celebrare il suo 75º anno di carriera. Sua figlia Krishna Hangal, anche lei musicista, le forniva spesso supporto vocale nei concerti. 
Gangubai Hangal, che aveva superato un cancro al midollo osseo nel 2003, morì per arresto cardiaco all'età di 96 anni, il 21 luglio 2009, a Hubli, dove risiedeva. Le sue cornee furono donate per aumentare la consapevolezza sulla donazione di organi. Il governo dello stato del Karnataka dichiarò due giorni di lutto e il giorno successivo furono celebrati i funerali di stato alla presenza di numerose autorità e ammiratori.

### Vita personale
Hangal andò a vivere all'età di 16 anni con Gururao Kaulgi, un avvocato bramino, senza celebrare formalmente il matrimonio per via della differenza di casta nella coppia. Avevano due figli, Narayan Rao e Babu Rao, e una figlia, Krishna, che morì di cancro nel 2004, all'età di 75 anni.

## Premi e riconoscimenti

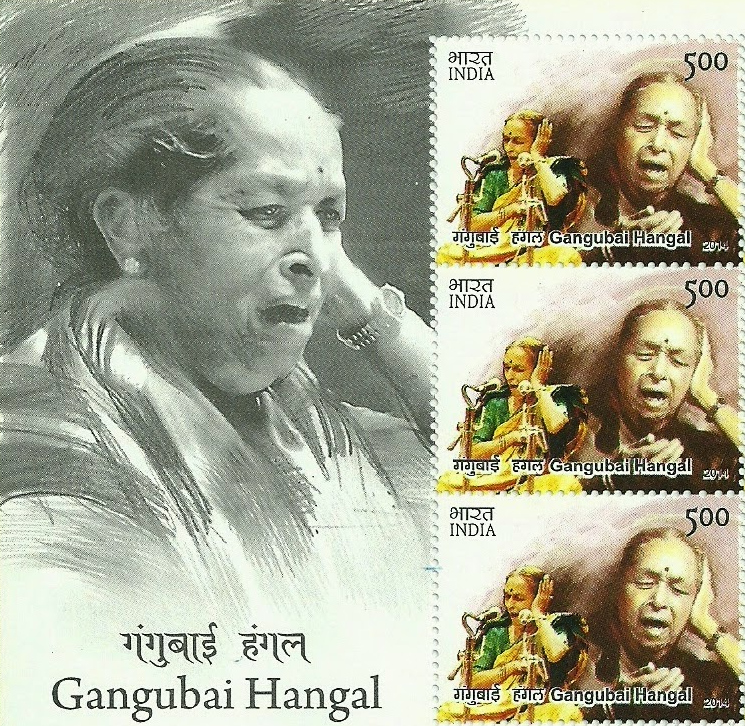
Francobollo commemorativo del 2014 raffigurante Gangubai Hangal

Gangubai Hangal ha ricevuto numerosi premi, tra cui:
- Karnataka Sangeet Nritya Academy Award, 1962
- Padma Bhushan, 1971
- Sangeet Natak Akademi Award, 1973
- Sangeet Natak Akademi Fellowship, 1996
- Padma Vibhushan, 2002

Nel 2008, il governo statale del Karnataka ha deciso di intitolare a Gangubhai Hangal la nuova Karnataka State Music University di Mysore.
Gangothri - il suo luogo di nascita - è stato trasformato in un museo dal governo del Karnataka. 
Nel settembre 2014, l'India Post ha emesso un francobollo raffigurante Gangubai Hangal per commemorare il suo contributo alla musica indostana.